# Neobisium ligusticum
Sous-genre
Espèce
Synonymes
- Neoccitanobisium ligusticum Callaini, 1981

Neobisium ligusticum, unique représentant du sous-genre Neoccitanobisium,  est une espèce de pseudoscorpions de la famille des Neobisiidae.

## Distribution
Cette espèce est endémique de Ligurie en Italie. Elle se rencontre vers Rezzo.

## Description
Les mâles mesurent de 1,444 à 1,671 mm et les femelles de 1,575 à 1,768 mm.

## Systématique et taxinomie
Cette espèce a été décrite sous le protonyme Neoccitanobisium ligusticum par Callaini en 1981. Elle est placée dans le genre Neobisium par Judson en 1992.

## Publication originale
- Callaini, 1981 : Notulae Chernetologicae VIII. Neoccitanobisium ligusticum n. gen. n. sp. della Liguria occidentale (Arachn. Pseudoscorp. Neobisiidae). Annali del Museo Civico di Storia Naturale di Genova, vol. 83, p. 523-538 (texte intégral).